# Adnan Haidar
Adnan Haidar (Drammen, 12 novembre 1990) è un calciatore libanese con cittadinanza norvegese, centrocampista del Klemetsrud.

## Caratteristiche tecniche
Centrocampista versatile, può giocare sia al centro della mediana che sulla fascia.

## Carriera

### Club

#### Vålerenga e Skeid
Haidar è entrato a far parte delle giovanili del Vålerenga nel 2001. Ha esordito in prima squadra il 17 agosto 2008, nei quarti di finale dell'edizione stagionale del Norgesmesterskapet, quando ha sostituito Bojan Zajić, contribuendo al successo per 3-1 sul Bodø/Glimt. Circa un mese dopo, il 15 settembre, ha potuto debuttare anche nell'Eliteserien: stavolta ha sostituito Harmeet Singh nel derby di Oslo contro il Lyn Oslo, conclusosi con la sconfitta della sua squadra per 1-2. Nella stessa stagione, ha giocato un'altra partita di campionato, questa volta coincisa con una vittoria per 3-1 sul Lillestrøm per 3-1, scendendo in campo al posto di Bengt Sæternes.
Nel 2009, è passato in prestito allo Skeid, militante nella 1. divisjon. Ha giocato il primo incontro con il nuovo club il 5 aprile 2009, nel successo per 0-3 in casa del Notodden. A questa presenza ne sono seguite altre 10, senza mai andare in rete. Al termine della stagione, è tornato al Vålerenga.
Nel mese di maggio 2010, è stato schierato in 2 turni del Norgesmesterskapet 2010; al termine della stagione, a queste 2 apparizioni se ne aggiungeranno altre 4 nella massima divisione.

#### Stabæk
Il 13 gennaio 2012 è stato ufficializzato il suo trasferimento allo Stabæk, a parametro zero. Ha esordito in squadra il 25 marzo successivo, schierato titolare nel pareggio a reti inviolate contro l'Aalesund. A fine stagione, lo Stabæk è retrocesso nella 1. divisjon. Haidar è rimasto comunque in squadra e ha contribuito alla promozione dell'anno successivo. Al termine del campionato, si è ritrovato svincolato.

#### Bryne
L'11 marzo 2014, si è aggregato al Bryne per sostenere un provino. Il 26 marzo 2014 ha firmato ufficialmente un contratto con il club. Ha esordito con questa maglia il 6 aprile successivo, schierato titolare nella sconfitta per 3-1 sul campo del Mjøndalen. A fine anno è rimasto senza contratto.

#### HamKam
Il 23 marzo 2015, Haidar ha firmato ufficialmente un contratto annuale con l'HamKam, formazione appena retrocessa nella 2. divisjon. Ha esordito in squadra il 18 aprile successivo, schierato titolare nel pareggio per 1-1 maturato sul campo del Rødde: nello stesso incontro, ha segnato la rete in favore dell'HamKam. A fine stagione, ha totalizzato 19 presenze tra campionato e coppa, mettendo a referto soltanto la rete sopracitata.

#### Moss
Svincolato, il 26 febbraio 2016 si è accordato ufficialmente con il Moss. Ha esordito in squadra il 9 aprile, schierato titolare nella sconfitta casalinga per 2-3 contro l'Arendal. L'11 giugno ha trovato la prima rete con questa casacca, nella sconfitta per 5-2 maturata sul campo del Fram Larvik. Ha chiuso la stagione con 24 presenze ed una rete, tra campionato e coppa. Il Moss è retrocesso in 3. divisjon, con Haidar che ha lasciato la squadra a parametro zero.

#### KFUM Oslo
Libero da vincoli contrattuali e dopo un infruttuoso provino al Lillestrøm, in data 28 aprile 2017 è stato ufficialmente ingaggiato dal KFUM Oslo. Il 29 aprile ha esordito in squadra, subentrando a Christoffer Kringberg nella sconfitta casalinga per 2-4 contro l'Alta. Il 29 maggio successivo ha trovato la prima rete, nella vittoria per 4-0 sul Vålerenga 2.

#### Al-Ansar
Ad agosto 2017, Haidar è passato all'Al-Ansar.

### Nazionale
Haidar ha giocato 9 partite per la Norvegia under 16. Il 3 febbraio 2008 ha debuttato invece con la Norvegia under 19, quando ha sostituito Jo Sondre Aas nella vittoria per 0-2 contro l'Ungheria. Ad ottobre 2012, è stato convocato dal Libano in vista di un'amichevole contro lo Yemen. Il 16 ottobre ha giocato così la prima partita per la nazionale libanese, subentrando a Roda Antar nella vittoria per 2-1 contro la formazione yemenita. L'8 dicembre successivo ha realizzato la prima rete, sancendo il successo per 1-0 sull'Oman.

## Statistiche

### Presenze e reti nei club
Statistiche aggiornate al 27 agosto 2017.
| Stagione         | Club             | Campionato       | Campionato | Campionato | Coppe nazionali | Coppe nazionali | Coppe nazionali | Coppe continentali | Coppe continentali | Coppe continentali | Supercoppe | Supercoppe | Supercoppe | Totale | Totale |
| Stagione         | Club             | Comp             | Pres       | Reti       | Comp            | Pres            | Reti            | Comp               | Pres               | Reti               | Comp       | Pres       | Reti       | Pres   | Reti   |
| ---------------- | ---------------- | ---------------- | ---------- | ---------- | --------------- | --------------- | --------------- | ------------------ | ------------------ | ------------------ | ---------- | ---------- | ---------- | ------ | ------ |
| 2008             | Vålerenga        | ES               | 2          | 0          | CN              | 1               | 0               | -                  | -                  | -                  | -          | -          | -          | 3      | 0      |
| 2009             | Skeid            | 1D               | 11         | 0          | CN              | 0               | 0               | -                  | -                  | -                  | -          | -          | -          | 11     | 0      |
| 2010             | Vålerenga        | ES               | 4          | 0          | CN              | 2               | 0               | -                  | -                  | -                  | -          | -          | -          | 6      | 0      |
| 2011             | Vålerenga        | ES               | 10         | 0          | CN              | 1               | 0               | UEL                | 1                  | 0                  | -          | -          | -          | 12     | 0      |
| Totale Vålerenga | Totale Vålerenga | Totale Vålerenga | 16         | 0          |                 | 4               | 0               |                    | 1                  | 0                  |            | -          | -          | 21     | 0      |
| 2012             | Stabæk           | ES               | 24         | 0          | CN              | 3               | 0               | UEL                | 2                  | 0                  | -          | -          | -          | 29     | 0      |
| 2013             | Stabæk           | 1D               | 19         | 0          | CN              | 1               | 0               | -                  | -                  | -                  | -          | -          | -          | 20     | 0      |
| Totale Stabæk    | Totale Stabæk    | Totale Stabæk    | 43         | 0          |                 | 4               | 0               |                    | 2                  | 0                  |            | -          | -          | 49     | 0      |
| 2014             | Bryne            | 1D               | 19         | 0          | CN              | 1               | 0               | -                  | -                  | -                  | -          | -          | -          | 20     | 0      |
| 2015             | HamKam           | 2D               | 17         | 1          | CN              | 2               | 0               | -                  | -                  | -                  | -          | -          | -          | 19     | 1      |
| 2016             | Moss             | 2D               | 22         | 1          | CN              | 2               | 0               | -                  | -                  | -                  | -          | -          | -          | 24     | 1      |
| apr.-ago. 2017   | KFUM Oslo        | 2D               | 14         | 3          | CN              | 2               | 0               | -                  | -                  | -                  | -          | -          | -          | 16     | 3      |
| 2017-2018        | Al-Ansar         | PL               | 0          | 0          | -               | -               | -               | -                  | -                  | -                  | -          | -          | -          | 0      | 0      |
| Totale           | Totale           | Totale           | 142        | 5          |                 | 15              | 0               |                    | 3                  | 0                  |            | -          | -          | 160    | 5      |

### Cronologia presenze e reti in nazionale
| Cronologia completa delle presenze e delle reti in nazionale ― Libano | Cronologia completa delle presenze e delle reti in nazionale ― Libano | Cronologia completa delle presenze e delle reti in nazionale ― Libano | Cronologia completa delle presenze e delle reti in nazionale ― Libano | Cronologia completa delle presenze e delle reti in nazionale ― Libano | Cronologia completa delle presenze e delle reti in nazionale ― Libano | Cronologia completa delle presenze e delle reti in nazionale ― Libano | Cronologia completa delle presenze e delle reti in nazionale ― Libano |
| Data                                                                  | Città                                                                 | In casa                                                               | Risultato                                                             | Ospiti                                                                | Competizione                                                          | Reti                                                                  | Note                                                                  |
| --------------------------------------------------------------------- | --------------------------------------------------------------------- | --------------------------------------------------------------------- | --------------------------------------------------------------------- | --------------------------------------------------------------------- | --------------------------------------------------------------------- | --------------------------------------------------------------------- | --------------------------------------------------------------------- |
| 16-10-2012                                                            | Beirut                                                                | Libano                                                                | 2 – 1                                                                 | Yemen                                                                 | Amichevole                                                            | -                                                                     |                                                                       |
| 8-12-2012                                                             | al-Farwaniyya                                                         | Oman                                                                  | 0 – 1                                                                 | Libano                                                                | Campionato Asia occ. 2012                                             | 1                                                                     |                                                                       |
| 11-12-2012                                                            | al-Farwaniyya                                                         | Libano                                                                | 0 – 1                                                                 | Palestina                                                             | Campionato Asia occ. 2012                                             | -                                                                     |                                                                       |
| 14-12-2012                                                            | Madinat al-Kuwait                                                     | Kuwait                                                                | 2 – 1                                                                 | Libano                                                                | Campionato Asia occ. 2012                                             | -                                                                     |                                                                       |
| 15-1-2013                                                             | Sidone                                                                | Libano                                                                | 0 – 0                                                                 | Gabon                                                                 | Amichevole                                                            | -                                                                     | 46’                                                                   |
| 31-1-2013                                                             | Doha                                                                  | Qatar                                                                 | 1 – 0                                                                 | Libano                                                                | Amichevole                                                            | -                                                                     | 80’                                                                   |
| 6-2-2013                                                              | Teheran                                                               | Iran                                                                  | 5 – 0                                                                 | Libano                                                                | Qual. Coppa d'Asia 2015                                               | -                                                                     | 59’                                                                   |
| 22-3-2013                                                             | Beirut                                                                | Libano                                                                | 5 – 2                                                                 | Thailandia                                                            | Qual. Coppa d'Asia 2015                                               | -                                                                     | 68’                                                                   |
| 26-3-2013                                                             | Tashkent                                                              | Uzbekistan                                                            | 1 – 0                                                                 | Libano                                                                | Qual. Mondiali 2014                                                   | -                                                                     |                                                                       |
| 8-10-2013                                                             | Beirut                                                                | Libano                                                                | 1 – 1                                                                 | Iraq                                                                  | Amichevole                                                            | -                                                                     | 74’                                                                   |
| 26-8-2015                                                             | Beirut                                                                | Libano                                                                | 2 – 1                                                                 | Iraq                                                                  | Amichevole                                                            | -                                                                     | 53’                                                                   |
| 8-10-2015                                                             | Yangon                                                                | Birmania                                                              | 0 – 2                                                                 | Libano                                                                | Qual. Mondiali 2018                                                   | -                                                                     | 56’                                                                   |
| 13-10-2015                                                            | Madinat al-Kuwait                                                     | Kuwait                                                                | 0 – 0                                                                 | Libano                                                                | Qual. Mondiali 2018                                                   | -                                                                     | 87’                                                                   |
| 12-11-2015                                                            | Beirut                                                                | Libano                                                                | 7 – 0                                                                 | Laos                                                                  | Qual. Mondiali 2018                                                   | -                                                                     |                                                                       |
| 17-11-2015                                                            | Skopje                                                                | Macedonia                                                             | 0 – 1                                                                 | Libano                                                                | Amichevole                                                            | -                                                                     |                                                                       |
| 14-2-2016                                                             | Tashkent                                                              | Uzbekistan                                                            | 2 – 0                                                                 | Libano                                                                | Amichevole                                                            | -                                                                     |                                                                       |
| 24-3-2016                                                             | Ansan                                                                 | Corea del Sud                                                         | 1 – 0                                                                 | Libano                                                                | Qual. Mondiali 2018                                                   | -                                                                     | 51’                                                                   |
| 29-3-2016                                                             | Beirut                                                                | Libano                                                                | 1 – 1                                                                 | Birmania                                                              | Qual. Mondiali 2018                                                   | -                                                                     | 77’                                                                   |
| 31-8-2016                                                             | Beirut                                                                | Libano                                                                | 1 – 1                                                                 | Giordania                                                             | Amichevole                                                            | -                                                                     | 81’                                                                   |
| 5-9-2016                                                              | Tripoli                                                               | Libano                                                                | 2 – 0                                                                 | Afghanistan                                                           | Amichevole                                                            | -                                                                     | 71’                                                                   |
| 6-10-2016                                                             | Bishkek                                                               | Kirghizistan                                                          | 0 – 0                                                                 | Libano                                                                | Amichevole                                                            | -                                                                     |                                                                       |
| 11-10-2016                                                            | Beirut                                                                | Libano                                                                | 1 – 1                                                                 | Guinea Equatoriale                                                    | Amichevole                                                            | -                                                                     |                                                                       |
| 10-11-2016                                                            | Beirut                                                                | Libano                                                                | 1 – 1                                                                 | Palestina                                                             | Amichevole                                                            | -                                                                     |                                                                       |
| 15-11-2016                                                            | Amman                                                                 | Giordania                                                             | 0 – 0                                                                 | Libano                                                                | Amichevole                                                            | -                                                                     | 90+4’                                                                 |
| 9-11-2017                                                             | Kallang                                                               | Singapore                                                             | 0 – 1                                                                 | Libano                                                                | Amichevole                                                            | -                                                                     | 66’                                                                   |
| 6-9-2018                                                              | Amman                                                                 | Giordania                                                             | 0 – 1                                                                 | Libano                                                                | Amichevole                                                            | -                                                                     | 68’                                                                   |
| 9-9-2018                                                              | Amman                                                                 | Oman                                                                  | 0 – 0                                                                 | Libano                                                                | Amichevole                                                            | -                                                                     | 56’                                                                   |
| 11-10-2018                                                            | Madinat al-Kuwait                                                     | Kuwait                                                                | 1 – 0                                                                 | Libano                                                                | Amichevole                                                            | -                                                                     | 75’                                                                   |
| 15-11-2018                                                            | Robina                                                                | Uzbekistan                                                            | 0 – 0                                                                 | Libano                                                                | Amichevole                                                            | -                                                                     | 76’                                                                   |
| 20-11-2018                                                            | Sydney                                                                | Australia                                                             | 3 – 0                                                                 | Libano                                                                | Amichevole                                                            | -                                                                     |                                                                       |
| 17-1-2019                                                             | Sharjah                                                               | Libano                                                                | 4 – 1                                                                 | Corea del Nord                                                        | Coppa d'Asia 2019 - 1º turno                                          | -                                                                     | 77’                                                                   |
| 10-9-2019                                                             | Mascate                                                               | Oman                                                                  | 1 – 0                                                                 | Libano                                                                | Amichevole                                                            | -                                                                     | 73’                                                                   |
| 10-10-2019                                                            | Beirut                                                                | Libano                                                                | 2 – 1                                                                 | Turkmenistan                                                          | Qual. Mondiali 2022                                                   | -                                                                     |                                                                       |
| 15-10-2019                                                            | Colombo                                                               | Sri Lanka                                                             | 0 – 3                                                                 | Libano                                                                | Qual. Mondiali 2022                                                   | -                                                                     |                                                                       |
| 14-11-2019                                                            | Beirut                                                                | Libano                                                                | 0 – 0                                                                 | Corea del Sud                                                         | Qual. Mondiali 2022                                                   | -                                                                     | 85’                                                                   |
| 19-11-2019                                                            | Beirut                                                                | Libano                                                                | 0 – 0                                                                 | Corea del Nord                                                        | Qual. Mondiali 2022                                                   | -                                                                     | 76’                                                                   |
| Totale                                                                |                                                                       | Presenze                                                              | 36                                                                    |                                                                       | Reti                                                                  | 1                                                                     |                                                                       |

## Palmarès
- Coppa di Norvegia: 1

Vålerenga: 2008